# Động vật học
Động vật học (tiếng Anh zoology /zoʊˈɒlədʒi/) là ngành khoa học nghiên cứu về giới Động vật bao gồm cấu trúc, phôi học, phân loại học, hành vi và phân bố của các động vật cả động vật còn sinh tồn và tuyệt chủng, với cách thức chúng tương tác với hệ sinh thái. Thuật ngữ zoology có nguồn gốc từ tiếng Hy Lạp Cổ đại là ζῷον, zōion ('động vật'), và λόγος, logos ('kiến thức', 'môn học'). Động vật học gắn liền với hoạt động thực tiễn của con người, nhằm bảo vệ và khôi phục vốn di truyền động vật, sử dụng động vật có lợi và hạn chế động vật gây hại. Động vật học bao gồm các lĩnh vực:Hệ thống động vật học hay Phân loại động vật học, nghiên cứu sự đa dạng của giới động vật. Hình thái học động vật, nghiên cứu cấu tạo ngoài và đời sống của động vật. Sinh lý học động vật, nghiên cứu cấu trúc và chức năng sống của nội quan cơ thể động vật. Địa động vật học, nghiên cứu sự phân bố theo địa lý của động vật. Sinh thái học động vật, nghiên cứu mối quan hệ của động vật với môi trường. Phôi sinh học động vật, nghiên cứu quy luật phát triển cá thể động vật. Như định luật Von Baer. Phát sinh chủng loại học động vật, nghiên cứu sự tiến hóa và lịch sử phát triển của giới động vật.
Nghiên cứu về động vật phần lớn đã chuyển sang hình thức và chức năng, sự thích nghi, mối quan hệ giữa các nhóm sinh vật, hành vi với hệ sinh thái. Động vật học ngày càng được chia thành các chuyên ngành như phân loại sinh học, sinh lý học, hóa sinh và tiến hóa. Với việc Francis Crick và James Watson phát hiện ra cấu trúc DNA vào năm 1953, lĩnh vực sinh học phân tử đã ra đời và dẫn đến nhiều tiến bộ trong sinh học tế bào, sinh học phát triển và di truyền phân tử.

## Phạm vi
Động vật học là một ngành khoa học nghiên cứu về động vật. Một loài được định nghĩa là một nhóm sinh vật với hai cá thể trong đó có khả năng sinh sản tốt và thích hợp thì thế hệ con sinh ra có khả năng sinh trưởng và phát triển tốt; khoảng 1,5 triệu loài được mô tả và ước tính có tới 8 triệu loài động vật có thể đang tồn tại.

## Các quy ước trong động vật học

Các thứ bậc phân loại trong sinh giới

1. Đơn vị phân loại và thứ bậc phân loại

Đơn vị phân loại là một nhóm phân loại của một bậc nào đó phân biệt khá rõ với các nhóm khác. Ví dụ: chuột nhà (Rattus flavipectus), chuột cống (Rattus norvegicus) và chuột nhắt (Mus muculus) là các đơn vị phân loại bậc loài. Chuột nhà và chuột cống là thành viên của giống Rattus còn chuột nhắt là thành viên của giống Mus. Rattus và Mus là 2 đơn vị phân loại bậc giống. 2 giống này đều la thành viên của họ Chuột (Muridae). Muridae là đơn vị phân loại bậc họ. Đơn vị phân loại là một nhóm cụ thể khác với thứ bậc phân loại là những nấc giống như cái thang trên đó sắp xếp các đơn vị phân loại cùng bậc. Có 9 bậc phân loại từ thấp lên cao gồm loài, chi (giống), họ, bộ, lớp, ngành, giới, vực và sự sống. Xen giữa còn có thể có thêm các thứ bậc phụ như phân giống, liên giống, phân họ, liên họ,... Ví dụ: khi nói đến Musca domestica (ruồi nhà) là đơn vị phân loại bậc loài, Musca là đơn vị phân loại bậc giống... thì loài, giống ở đây là các thứ bậc phân loại.
1. Cách gọi tên khoa học của động vật

Tên khoa học của động vật được toàn thế giới nhất trí gọi bằng tiếng La-tinh (hoặc La-tinh hóa). Tên của các đơn vị phân loại bậc giới, ngành, lớp, bộ, họ, chi (giống) được gọi bằng tên đơn. Ví dụ: giới Animalia (động vật), ngành Chordata (động vật có dây sống),... là những tên đơn. Riêng tên loài được gọi bằng tên kép: tên chi viết trước (viết hoa chữ cái đầu) và tên loài viết sau (viết thường). Ví dụ: Euglena viridis (trùng roi xanh), Hydra vulgaris (thủy tức lưỡng tính),... là những tên loài viết kép. Quy ước này không chỉ áp dụng cho giới Động vật mà còn áp dụng cho cả bốn giới khác (giới Khởi sinh, giới Nguyên sinh, giới Nấm và giới Thực vật).

## Các nhánh của động vật học

### Sinh lý học

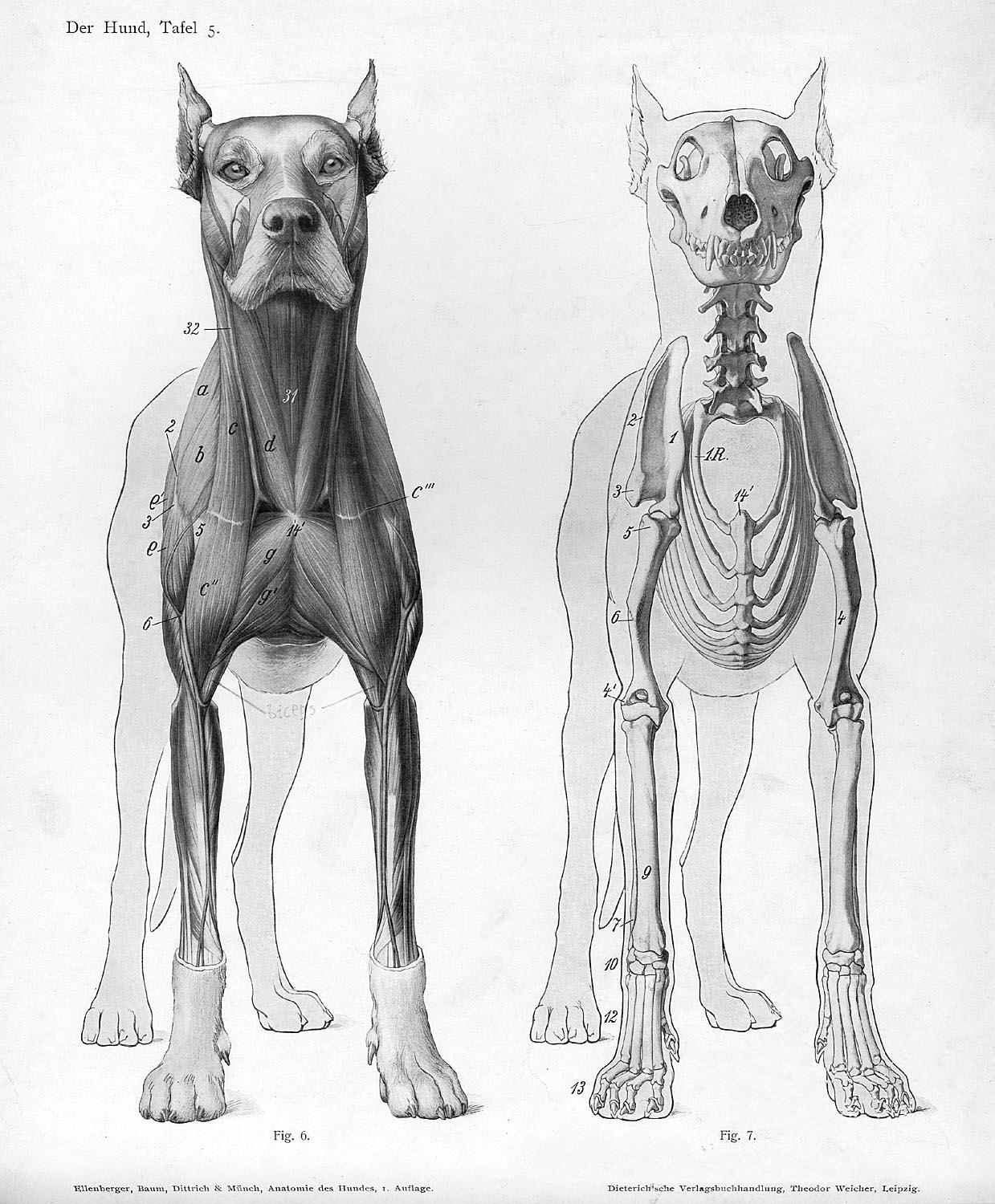
Animal anatomical engraving from Handbuch der Anatomie der Tiere für Künstler.

Sinh lý học nghiên cứu về các quá trình sinh hóa, cơ học, vật lý của sinh vật sống bằng cách nghiên cứu về tất cả cấu trúc hoạt động như tổng thể. Cấu trúc để hoạt động là việc nghiên cứu trọng tâm của sinh học. Sinh lý học được phân loại cơ bản thành sinh lý học thực vật và sinh lý học động vật.

### Sinh học phát triển
Sinh học phát triển là khoa học nghiên cứu về các quá trình sinh sản và phát triển của động vật và thực vật. Bộ môn này nghiên cứu bao gồm quá trình phát triển phôi, biệt hóa tế bào, tái sinh, sinh sản vô tính, sinh sản hữu tính, biến thái hoàn toàn cũng như sự phát triển và biệt hóa tế bào gốc của cơ thể trưởng thành.  Sự phát triển của cả động vật và thực vật được xem xét kỹ hơn trong các bài viết về tiến hóa, di truyền học quần thể, di truyền, biến dị di truyền, di truyền Mendel và sinh sản.

### Địa lý sinh học
Địa lý sinh học là khoa học nghiên cứu về không gian phân bố của sinh vật sống trên Trái Đất,  tập trung vào các chủ đề như sự phân tán sinh học và di cư, kiến tạo mảng, biến đổi khí hậu và miêu tả theo nhánh học. Đây là một lĩnh vực nghiên cứu tích hợp, thống nhất các khái niệm và thông tin từ sinh học tiến hóa, phân loại sinh học, sinh thái học, địa lý tự nhiên, địa chất, cổ sinh vật học và khí hậu học. Nguồn gốc của lĩnh vực này được công nhận rộng rãi bởi Alfred Russel Wallace, một nhà sinh học người Anh, người đã cùng xuất bản một số công trình của mình với Charles Darwin.

### Sinh học phân tử

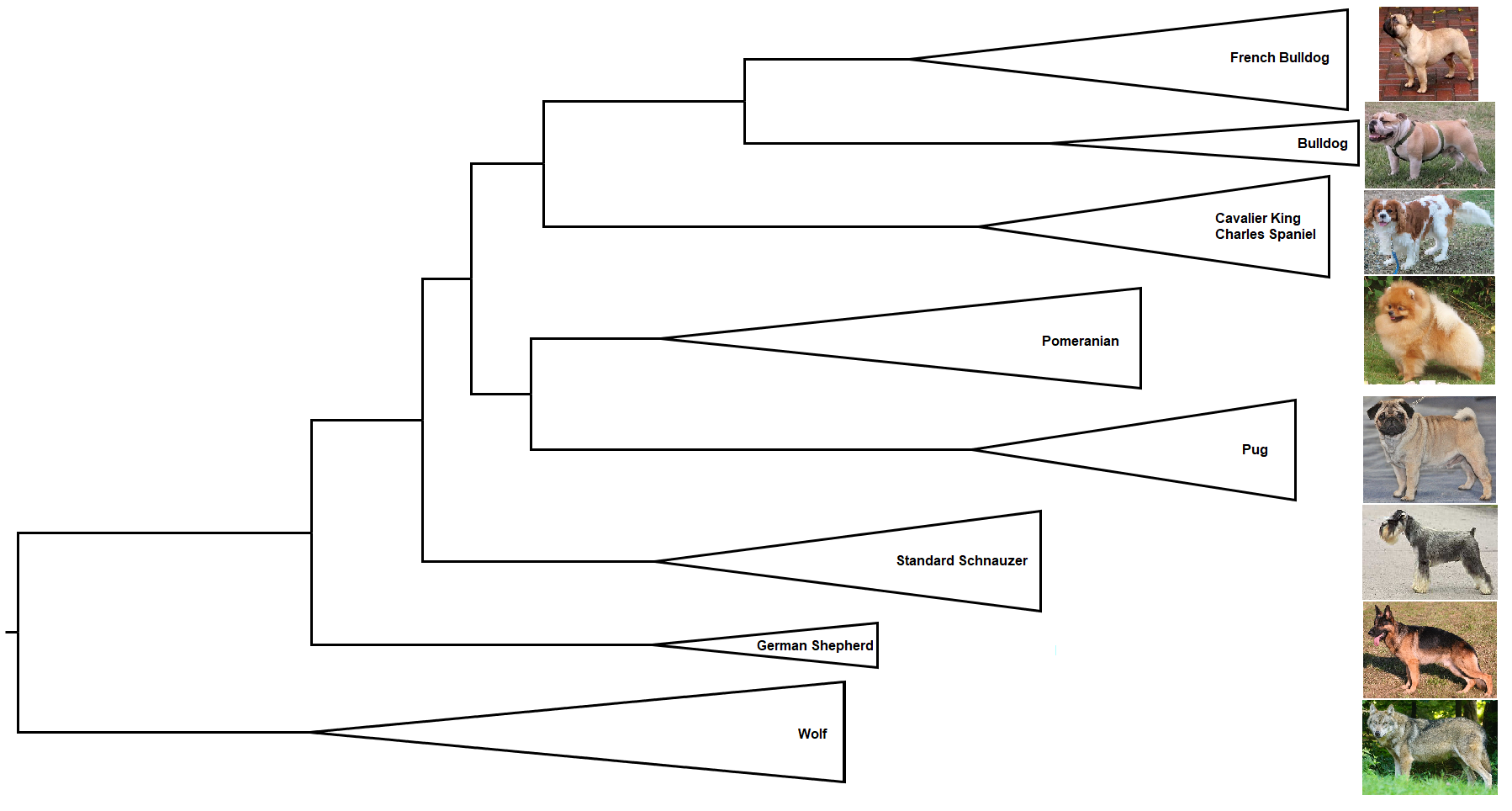
Một đại diện của bảy giống chó có mối quan hệ với chó sói.

Sinh học phân tử nghiên cứu các di truyền học và phát triển chung của động vật và thực vật, trả lời các cơ chế di truyền và cấu trúc của gen. Năm 1953, James Watson và Francis Crick đã mô tả cấu trúc của DNA và các tương tác bên trong phân tử này, ấn phẩm này đã khởi đầu cho nghiên cứu về sinh học phân tử và làm tăng sự quan tâm đến chủ đề khoa học này. Trong khi các nhà nghiên cứu sinh học phân tử thực hành các kỹ thuật riêng, thì nó thường kết hợp với phương pháp di truyền và hóa sinh. Phần lớn sinh học phân tử mang tính định lượng và hiện nay số lượng công việc đáng kể này đã được thực hiện bằng cách sử dụng các kỹ thuật khoa học máy tính như tin sinh học và sinh học tính toán. Di truyền phân tử, nghiên cứu về cấu trúc và chức năng gen, một trong những lĩnh vực nổi bật nhất của sinh học phân tử kể từ đầu những năm 2000. Các ngành sinh học khác cũng được cung cấp thông tin bằng sinh học phân tử, bằng cách nghiên cứu trực tiếp sự tương tác của các phân tử theo đúng nghĩa của chúng chẳng hạn như trong sinh học tế bào và sinh học phát triển hoặc gián tiếp, trong đó các kỹ thuật phân tử được sử dụng để suy ra các thuộc tính lịch sử của quần thể hoặc loài, như trong lĩnh vực trong sinh học tiến hóa như di truyền học quần thể và phát sinh chủng loại học.

## Hình ảnh

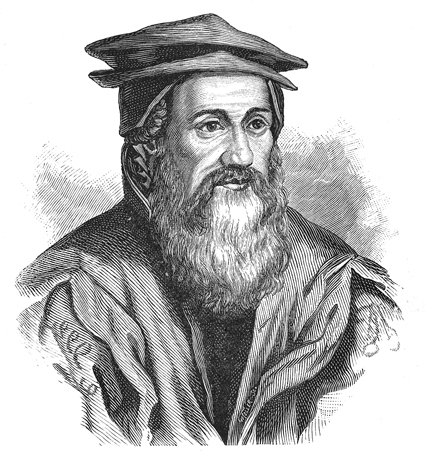
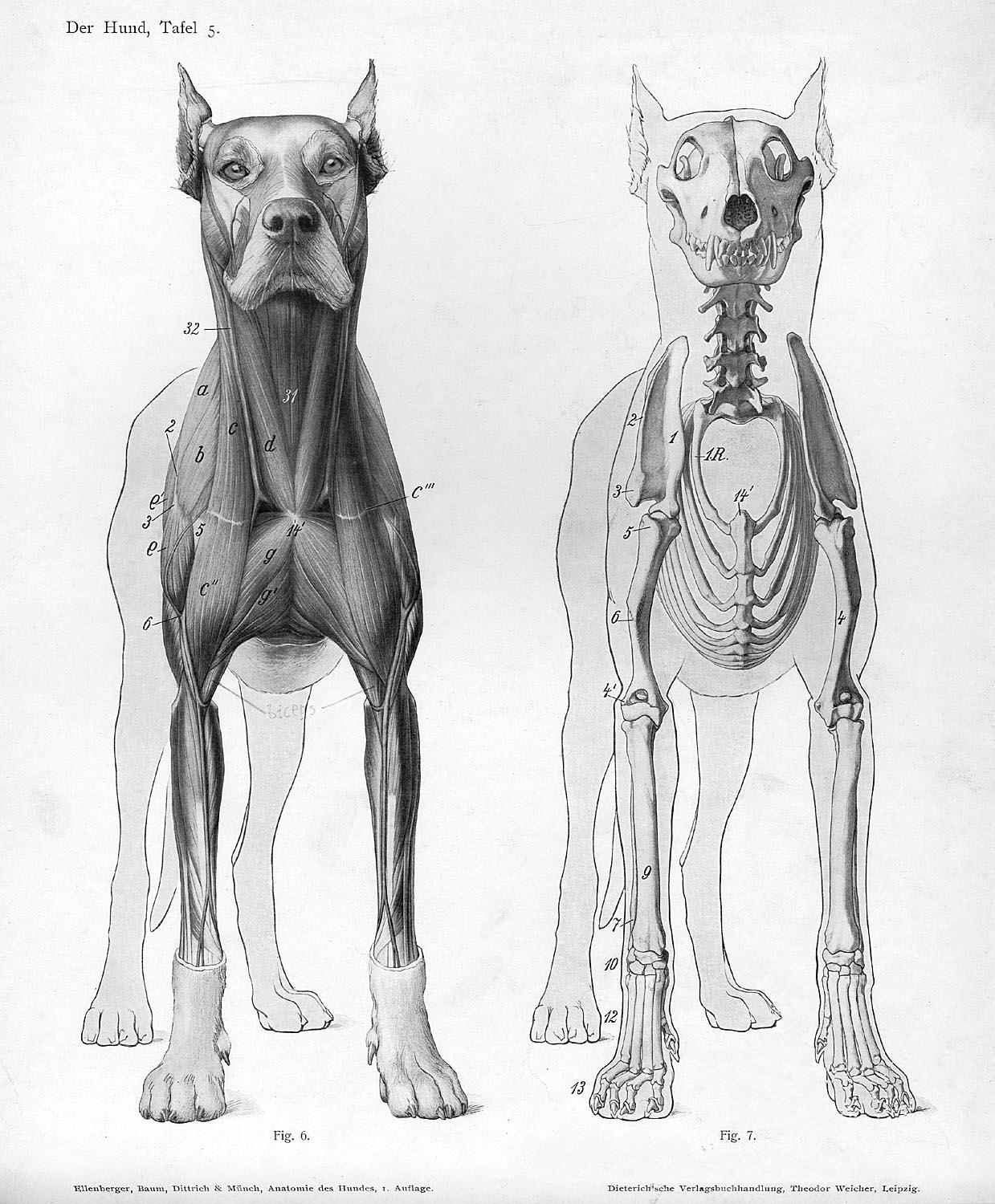